# モデルロケット

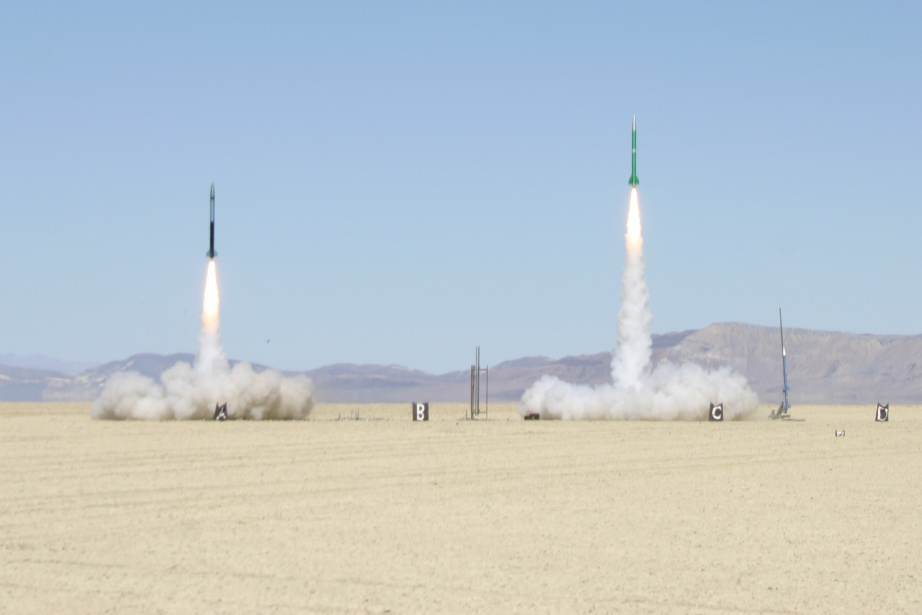
大型モデルロケット発射の様子

モデルロケットは、教育用などを主な目的として使用されている、比較的小型のロケットである。ロケットエンジンは火薬（黒色火薬、コンポジット推進薬）を使用する固体ロケットで、エンジンはモジュール化設計で大量生産されており、小型のものは使い捨て、中型以上のものは推進薬がリローダブルとなっている。その他の構成要素はプラスチックなど主に非金属で作られることが多く、回収装置を備え複数回利用可能な設計とする。到達高度は高度数百mから数キロmのものが多いが、大型のロケットとなれば高度数十kmに達するものもある。記録的な打ち上げとしては、2004年5月17日にアメリカ合衆国ネバダ州ブラックロック砂漠において民間人による宇宙開発チーム(Civilian Space Exploration Team:CSXT)によって打ち上げられたGoFastロケットが打ち上げから10秒後に時速6,800kmに達し、その後、カーマンラインの高度100㎞を超える「宇宙空間」に到達後、落下し、パラシュートでの着陸後回収された(最終到達高度115.87㎞)、というものがある。

## ロケットモーター

黒色火薬を用いた小型ロケットモータの断面図。1. ノズル; 2. ケース; 3. 推進剤 ; 4. 延時薬; 5. 放出薬; 6. エンドキャップ

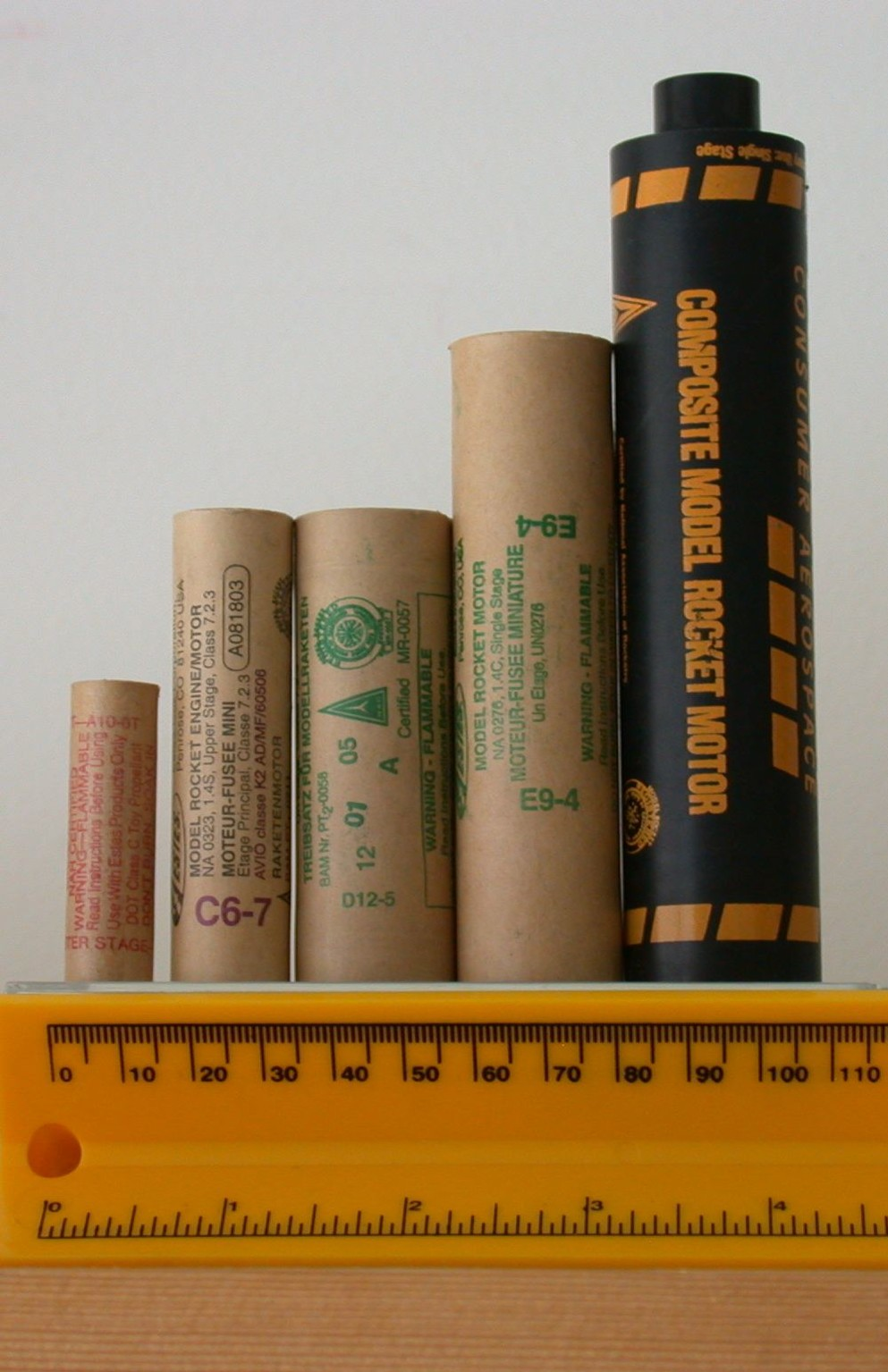
小型ロケットモータ

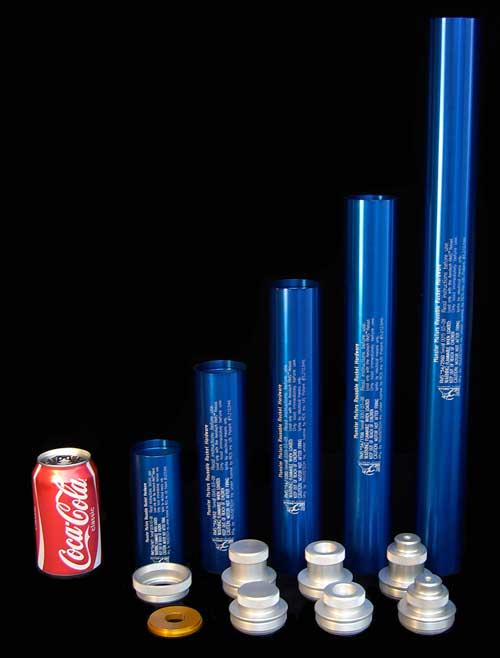
Aerotech社の中型ロケットモーター用アルミ製モーターケース

現在モデルロケットに使われているロケットエンジン（ロケットモータとも呼ばれる）は、小型のものが主に黒色火薬を使用、大型のものは主にコンポジット推進薬が使われており、大量生産され安定した実績を発揮している。
コンポジット推進薬はスペースシャトルやH-IIAロケットのブースター、ミサイルなどの燃料に使われているものと同じ物であり、ノズルは超音速で設計されているなど、本物の観測ロケットや宇宙ロケットのエンジンと構造は同じでそのまま小さくしたような、非常に高性能なエンジンである。
エンジンの出力によってA型、B型、C型…に分類され、日本ではJ型までが利用できる。A,B,C,Dまでは主に黒色火薬が使用され、それ以上のエンジンは主にコンポジット推進薬が使用される。特にH型以上のエンジンを使用したロケットを「ハイパワーロケット」と呼ぶ。日本で流通しているこれらのモータは全てアメリカ製の物である。日本独自の国産コンポジット推進薬を作ろうとする動きがあるが、2022年現在実現はされていない。

### 黒色火薬
黒色火薬は質量比で酸化剤として74％の硝酸カリウム、燃料として15.6％の炭素、10.4％の硫黄で構成されている。比推力は82秒、排気速度は808m/s（マッハ2.3）であり衛星打ち上げロケットに使われるものに比べれば大幅に低いとはいえ排気速度は音速を超えている。
黒色火薬が非常に脆いため、最大の大きさは通常F型までである。

### コンポジット推進薬
コンポジット推進剤は酸化剤として82％の過塩素酸アンモニウム、燃料および結合剤として18％のHTPB（末端水酸基ポリブタジエン） ゴム 、1％未満の安定剤および燃焼速度強化剤などが混合されている。これらは比推力増大のためのアルミニウム粉末が使用されていない以外は基本的に衛星打ち上げロケットに使われている固体燃料ロケットブースターの推進剤と同じものである。比推力は190〜220秒、排気速度は1863〜2157m/s。
中・大型エンジンはほとんどが再使用式（リローダブルエンジン）であり、打ち上げのコストを低くすることができる。モデルロケットの本場アメリカでは、P型エンジンまで開発されており、推力は約820Kgf(8000N)である。そのような大型エンジンを使用したモデルロケットの打ち上げには、ロケット工学などの専門知識とカーボンコンポジット材（CFRP）などの複合材料や金属を加工するための趣味としては高度な工作技術が必要とされる。
日本の場合、法律（火薬取締法）上、打ち上げにライセンスは必要なく、C型までは玩具煙火と呼ばれ、花火と同じように自由に、D型以上も年齢制限は無く都道府県知事の許可を受ければ誰でも使用できる。ただ、D型以上は輸入、取り扱いが難しく、ライセンスを持っていた方が県の許可がおりやすい。また、個人でエンジンを自作することは危険な上に、火薬取締法に違反するため、絶対に行ってはならない。
火薬の入ったエンジンは花火と同様に火気厳禁である。燃料にひび割れなどの不具合があると、点火後「CATO」と呼ばれる急激な燃焼を起こすことがある。

## 歴史
以上のような現代的なスタイルが完成するまでには、古くからの（当初は本物のロケットを目的とした）数知れぬ研究と実験と失敗がある。
モデルロケットの大きな第一歩は、1954年に火薬取り扱いの免許を持った専門家であるOrville Carlisle（en:Orville Carlisle）と、模型航空の熱心な愛好家である彼の兄弟のRobertによって設計されたロケットとエンジンである。彼らは当初そのロケットとエンジンを、Robertにロケット推進による飛行の原理の説明に使用するために、設計した。
しかしその数年後Orvilleは、G. Harry Stine（en:G. Harry Stine）が書き、Popular Mechanics誌に掲載された、若者がロケットを安全に作る事を試みることについての記事を読むこととなる。当時、スプートニク計画などに触発されて多くの若者がモデルロケットを作り打ち上げていたが、それらはしばしば悲劇的な結果を招いた。そういった時代背景と試みのいくつかは、たとえば事実に基づく（脚色もされているが）映画「October Sky」（邦題:「遠い空の向こうに」、原作「Rocket Boys (October Skyはアナグラム)」）に見ることができる。OrvilleはそのPopular Mechanics誌を読み、彼らのロケットエンジンの設計に市場性があり新しい趣味の市場を提供できると認識した。彼らはStineに1957年1月にサンプルを送った。Stineはホワイトサンズ・ミサイル実験場のa range safety officerでもあったが、彼らのモデルロケットを製作し打ち上げた。そして、実験場のそれをベースとした安全ハンドブックを考案した。
（翻訳中途、英語版のこの部分には、もっと記述があります）
1957年、全米ロケット協会が設立された。
1990年 日本モデルロケット協会が設立された。

## 日本における活動

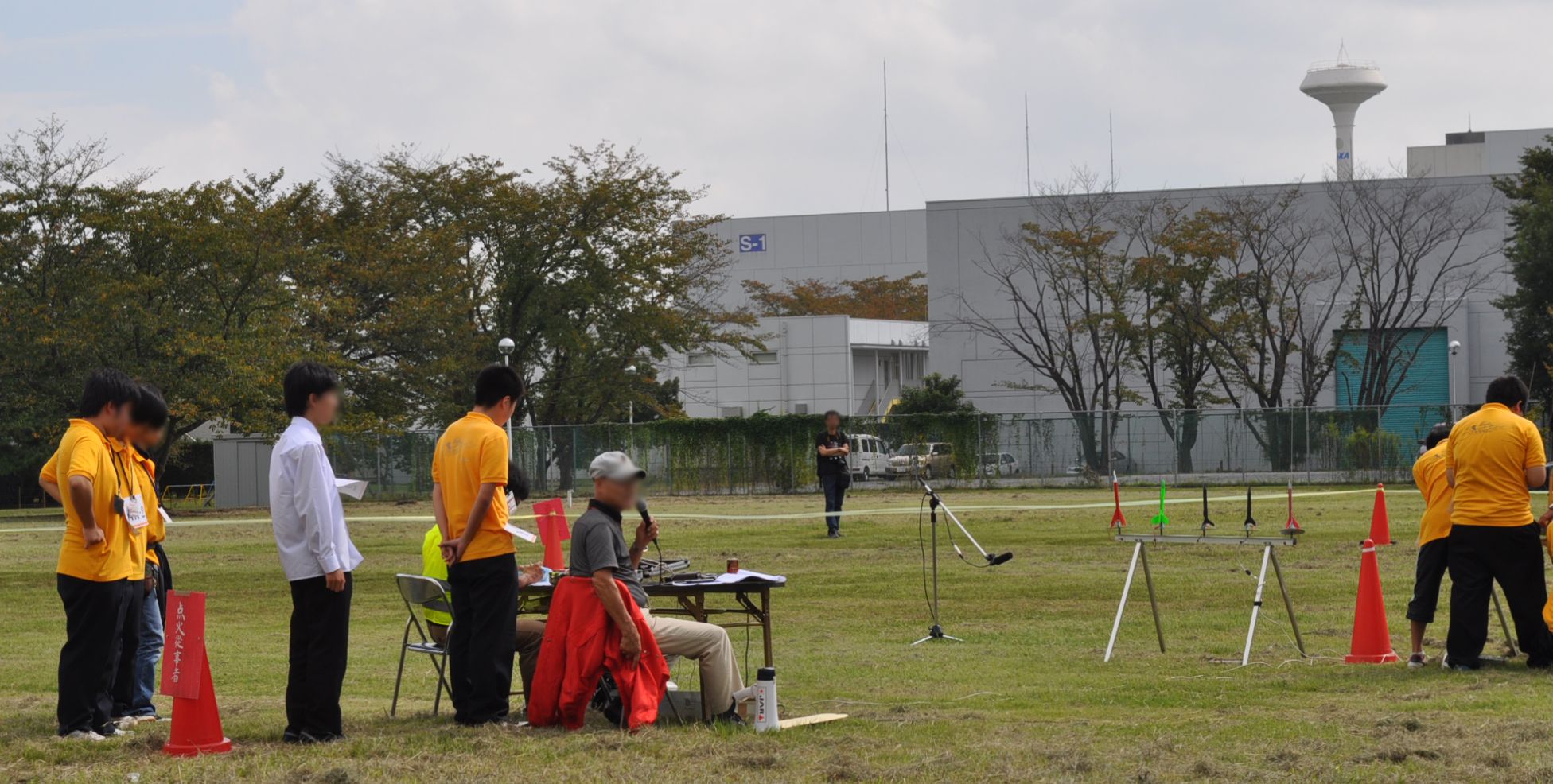
モデルロケット全国大会

年に一回日本モデルロケット協会（JAR）が茨城県の筑波宇宙センターで全国大会を開いているほか、定期的にライセンス取得の講習会も行っている。またいくつかの有志の団体が定期的に打ち上げ会も行っている。首都圏では、東京都にある武蔵野ロケットクラブが千葉県野田市のスポーツ公園で定期的にG型クラスまで、富士山のふもとにある高原でI型までの打ち上げ会を行っているほか、年に一回程度アメリカのブラックロック砂漠に遠征して、日本では法律的、環境的に打ち上げが不可能な大型ロケットを打ち上げている。

## 教育機関および研究機関における活動
モデルロケットは、そのエンジンの高性能さから日本や欧米を含めた各国の教育および研究機関で使用されている。しかし、日本では戦後、アメリカに航空宇宙研究を禁止されていたり、適した環境がなかったため航空宇宙自体の規模が小さく、また火薬取締法の拘束が強いため欧米に比べて活動規模は非常に小さい。特にアメリカでは液体燃料ロケットを製作する大学もあれば、モデルロケットを製作する大学もあるが、その活動規模は日本とは比べ物にならない。日本の大学では、日本大学や早稲田大学、東北大学など、航空宇宙工学部等がある大学で、サークルとしてモデルロケット活動を行っているにとどまり、研究材料としてモデルロケットを用いている日本の大学はほとんどない。
アメリカ合衆国国内で62.5g以上の火薬を扱う場合には2003年5月24日から発効した爆発物安全法によるアルコール・タバコ・火器及び爆発物取締局のリストに含まれるため、特別な許可が無い限り、アメリカ国籍を有しない者は扱えない。
また、NASAにおいても宇宙教育用の教材としてモデルロケットを用いている。

## モデルロケットの構造と取扱
モデルロケットは「作る」ことと「打ち上げる」ことの2つの楽しみ（あるいは学習）法がある。ここでは、モデルロケットの構造と打上げ方を概観する。
モデルロケットは主に以下のパーツから構成される。また、低推力エンジンを使用するロケットの製作は極めて容易である。
- ボディチューブ（モデルロケット本体の筒になる部分。主に紙、FRP、ポリビニル管製。アメリカではアルミなどの金属も使用される）
- ノーズコーン（モデルロケットの先端部分）
- ショックコード（ボディチューブとノーズコーンをつなぐコード（主にナイロン、ゴム、ケブラー製））
- 回収装置（パラシュート、ストリーマーなど）
- エンジンマウント（ボディチューブに内蔵し、エンジンを固定するパーツ）
- ランチラグ（発射台の誘導棒を差し込むためのパーツ）
- フィン（尾翼。主に木、FRP製）

### 打上手順
モデルロケットは動力として火薬を使う。原理はロケットと同じで、イグナイターと呼ばれる点火具で推進薬としての火薬（エンジン）に点火し、打ち上げる。ただしエンジンへの点火には電気的な方法を用いる。電源は小型のロケットであれば乾電池で十分であるが、同時に複数エンジンを点火したり、E型以上のコンポジットエンジンを点火する場合は、自動車用の12Vバッテリーを用いるのが主流となっている。

### モデルロケットの回収
モデルロケットは、入門機であっても、100メートル程度の高さに打ち上げられるため、安全に落下させる仕組みとして回収装置が組み込まれる。原理はいずれも空気抵抗を利用する方法で、次のようなものがある。中型・大型ロケットは重量が重いため、通常は減速効果の高いパラシュートを用いる。
- パラシュート
- ストリーマ（抵抗ヒモ）
- パラグライダー方式
- タンブル
- フェザーライト
- グライダー
- ヘリコプター

### 姿勢制御
本物のロケットでは、噴射の方向を変えて姿勢制御

を行うが、モデルロケットのような小型のロケットでは、空気の力が重心の後方に離れたところで働くように後部にフィンを取り付けることで安定させることができる。また、モデルロケットを自作する場合はより安定性を高めるため、全長は直径の１０倍以上、フィンの面積は直径の１．２倍×１．２倍が望ましい。

## 日本におけるモデルロケットの現状と課題
日本では、モデルロケットはいまだ発展途上にある。その理由として、モデルロケットを打ち上げられるような十分に広い土地が少ないことや、国内での認知度が非常に低いこと、火薬が学生運動などの事件で使用されたことから、日本ではアメリカに比べて法律による火薬の規制が厳しく、火薬の保管、取扱いが面倒であること、日本モデルロケット協会が販売するアメリカ製ロケットモーターの価格が、アメリカでの現地価格の数倍も高いことが挙げられる。日本モデルロケット協会が販売するこれらのエンジンには、日本での国内検査料や保管料のほかに、PL保険料が掛かっているので事故の際の補償がある。しかし、国内検査を行っているとはいえ、実際には国内検査を行っていないエンジンと品質は全く変わらないため、モデルロケットを打ち上げる多くの消費者は協会の検査を通さない、協会が販売しているものよりも安価なエンジンを使用している。

### 打ち上げ場所の確保
日本において最大の課題は、「打ち上げ場所の確保」である。
高度200メートル以下の打ち上げ程度であれば河川敷や公園で打ち上げても機体を見失う事は少ない。一方、アメリカでは50キロ四方の広大な乾湖などでロケットを打ち上げる事が出来るため高度数十キロや宇宙空間まで達するようなロケットも打ち上げが出来る。しかし、そのような環境がない日本では、特別な支援がない限り高度1,2キロが限界である。
また日本の空港の周辺では航空法により打ち上げが禁止されたり、周辺でなくとも250メートル（航空路では150メートル）を超えて打ち上げる場合には必ず「飛行通報書」の提出が必要になるなどの事情もある。
また、H型以上のエンジンは音速を突破することがあり、エポキシ接着剤の扱い方などを要求されるうえに推力が大きくなるので到達高度が高く、日本では打ち上げ場所の確保が非常に難しくなる。海岸で打ち上げることも考えられるが、潮の流れによって機体の回収が難しい。このように、打ち上げ場所の確保が難しいことが、日本におけるアマチュアロケット活動を妨げる最大の要因となっている。

### 上級ライセンス取得の難しさと行政側の対応
日本モデルロケット協会が発行する従事者ライセンスの中で、第3級従事者ライセンスまでは試験さえ受かれば誰でも取得が可能であるが、H、I型まで打ち上げられる2級は一定の打ち上げ実績の証明と2級従事者の推薦が必要であり、一定の打ち上げ量に達するのにエンジン購入費用が多くかかる。また、推薦者となる2級従事者自体が現在１４人しかいないことから、H、I型エンジン以上を打ち上げられるスキルを持ち、志のある者でも、推薦を取り付けることが難しく、取得が非常に難しい。また、J型が打ち上げられる1級ライセンスは７人しか所持しておらず、さらに取得が難しくなる。皮肉にも、この推薦方式を導入したライセンスシステムがモデルロケットの普及を妨げる要因ともなっている。
これらの背景には制度上の問題も存在するが、一方でそもそもH、I型や、日本で打ち上げることの出来ないK型以上のエンジンは、ロケット工学などの多少の知識と経験があれば扱いは難しくないものの、日本の行政側が安全保障やテロ対策の観点からモデルロケットをはじめとする火薬や引火性のある燃料を使用するアマチュアロケット活動を歓迎していないことなどがある。すなわち、知識のない者によって万が一、モデルロケットで事件あるいは人身事故が起きれば、その件を盾に行政がモデルロケット活動を禁止し、誰かの責任問題に発展しかねないという、協会及び消費者側、そして行政側の「恐れ」が、これらの問題の背景にある。ハイブリッドロケットでも同じような事情があり、国内においてアマチュア、民間中小企業、大学等で液体や固体燃料ロケットなどがほとんど製作されないことにもこのような事情がある。
日本モデルロケット協会によると
- 第4級従事者ライセンス：A8-3エンジン（または1/2A6-2エンジン）3回の打ち上げ実績または講習受講。
- 第3級従事者ライセンス：第3級試験で80点以上。
- 第2級従事者ライセンス：D,E,F,G型で各3回以上の打ち上げ実績（またはこれに換算される打ち上げ実績）またはG型6回以上の打ち上げと、該当級以上の従事者からの推薦により資格審査委員会で審査。
- 第1級従事者ライセンス：H,I型で各3回以上の打ち上げ実績と、第1級従事者からの推薦により資格審査委員会で審査。

となっている。

## モデルロケットエンジンのクラス分け
| Class | トータルインパルス (Metric Standard) | トータルインパルス (Imperial Standard) |
| ----- | ------------------------------------ | -------------------------------------- |
| A     | 1.26-2.50 N·s                        | 0.29-0.56 lbf·s                        |
| B     | 2.51-5.00 N·s                        | 0.57-1.12 lbf·s                        |
| C     | 5.01-10.00 N·s                       | 1.13-2.24 lbf·s                        |
| D     | 10.01-20.00 N·s                      | 2.25-4.48 lbf·s                        |
| E     | 20.01-40.00 N·s                      | 4.49-8.96 lbf·s                        |
| F     | 40.01-80.00 N·s                      | 8.97-17.92 lbf·s                       |
| G     | 80.01-160.00 N·s                     | 17.93-35.96 lbf·s                      |
| H     | 160.01-320.00 N·s                    | 35.97-71.92 lbf·s                      |
| I     | 320.01-640.00 N·s                    | 71.93-143.83 lbf·s                     |
| J     | 640.01-1280.00 N·s                   | 143.84-287.65 lbf·s                    |
| K     | 1,280.01-2,560.00 N·s                | 287.66-575.30 lbf·s                    |
| L     | 2,560.01-5,120.00 N·s                | 575.31-1150.60 lbf·s                   |
| M     | 5,120.01-10,240.00 N·s               | 1150.61-2301.20 lbf·s                  |
| N     | 10,240.01-20,480.00 N·s              | 2301.21-4602.40 lbf·s                  |
| O     | 20,480.01-40,960.00 N·s              | 4602.41-9204.80 lbf·s                  |
| P     | 40,960.01-81,920.00 N-s              | 9204.81-19409.60 lbf·s                 |
| Q     | 81,920.01-163,840.00 N-s             | 19409.61-38819.20 lbf·s                |
| R     | 163,840.01-327,680.00 N-s            | 38819.21-77638.40 lbf·s                |
| S     | 327,680.01-655,360.00 N-s            | 77638.41-155276.80 lbf·s               |
| T     | 655,360.01-1,310,720.00 N-s          | 310553.81-621107.2 lbf·s               |
| U     | 1,310,720.01-2,621,440.00 N-s        | 621107.21-1242214.40 lbf·s             |
| V     | 2,621,440.01-5,242,880.00 N-s        | 1242214.41-2484428.80 lbf·s            |
| W     | 5,242,880.01-10,485,760.00 N-s       | 2484428.81-4968857.60 lbf·s            |
| X     | 10,485,760.01-20,971,520.00 N-s      | 4968857.60-9937715.2lbf·s              |

## 航空法
日本国内では航空法に基づき、ロケットを打ち上げる空域によっては、打ち上げる事が禁止される場合、または打ち上げる場合に事前に国土交通大臣への届出が必要な場合がある。

## 注
1. ↑  推進剤で加速された後の慣性飛行の時間を稼ぐための火薬。推力は発生しない。ゆっくり燃焼して火種を維持しつつ、煙で航跡をつくる。
2. ↑  エンドキャップ並びにノーズコーンを吹き飛ばし、回収装置を放出するための火薬。
3. ↑  これは、時期的にはスプートニク1号の打ち上げより先になる。